# 제임스 코코
제임스 코코(James Coco, 1930년 3월 21일 ~ 1987년 2월 25일)는 미국의 배우이다.

## 영화
- 댓츠 애디쿼트 (1989년)
- 체어 (1989년)
- 스텝포드의 비밀 (1987, The Stepford Children)
- 고백 (1986년)
- 머펫, 뉴욕을 점령하다 (1984년)
- 허울 좋은 여자 (1981년)
- 안네 프랭크의 일기 (1980년)
- 나일강의 기적 (1980년)
- 카사블랑카의 살인 (1978년)
- 이중 계약 (1978년)
- 바이 바이 몽키 (1978년)
- 사랑의 유람선 (1977년)
- 5인의 탐정가 (1976년)
- 와일드 파티 (1975년) - 졸리 그림 역
- 돈키호테 (1972년)
- 서치 굿 프렌즈 (1971년)
- 뉴 리프 (1971년)
- 텔 미 댓 유 러브 미, 주니 문 (1970년)
- 분노의 함성 (1970년)
- 데이빗 프로스트 쇼 (1969년)
- 제너레이션 (1969년)
- 엔사인 펄버 (1964년)